# 4484 Sif
4484 Sif је астероид главног астероидног појаса са пречником од приближно 21,32 .
Афел астероида је на удаљености од 2,901 астрономских јединица (АЈ) од Сунца, а перихел на 2,365 АЈ.
Ексцентрицитет орбите износи 0,101, инклинација (нагиб) орбите у односу на раван еклиптике 29,780 степени, а орбитални период износи 1560,723 дана (4,273 године).
Апсолутна магнитуда астероида је 12,10 а геометријски албедо 0,056.
Астероид је откривен 25. фебруара 1987. године.